# Владимир Моллов
Владимир Димитров Моллов (1873 – 1935) е български юрист и политик от Демократическата партия, по-късно от Демократическия сговор. На няколко пъти е избиран за член на правителството. Като министър на финансите през 1926 – 1931 година сключва няколко важни международни договора – Бежанския заем, Стабилизационния заем, Спогодбата Моллов-Кафандарис.

## Биография
Владимир Моллов е роден на 16 юли (4 юли стар стил) 1873 година в Киев в семейството на Димитър Моллов, по-късно известен лекар и политик. Негов по-малък брат е Васил Моллов, също известен лекар.
През 1890 година Владимир Моллов завършва Първа софийска мъжка гимназия, а през 1894 година – право в Московския университет. След няколко специализации в Западна Европа, от 1900 година преподава наказателнопроцесуално право в Софийския унивреситет „Свети Климент Охридски“. Той продължава да работи там до края на живота си, като от 1924 година е редовен професор, а през 1905 – 1906 е декан на Юридическия факултет. От 1920 г. е преподавател в Свободния университет за политически и стопански науки – съвременното УНСС. От 1906 година е действителен член на Българското книжовно дружество (днес Българска академия на науките).
Владимир Моллов участва активно в дейността на Демократическата партия и от 1908 година многократно е избиран за народен представител. Той е министър на народното просвещение във втория кабинет (1910 – 1911) и министър на железниците, пощите и телеграфите в третия кабинет на Александър Малинов (1918). При управлението на Александър Стамболийски през 1923 г. е обвинен от Народното събрание „за пропуск на благоприятните времена и обстоятелства за привършване на войната от 1916-18 год.“ След Деветоюнския преврат през 1923 година е реабилитиран и става част от крилото на Демократическата партия, което, начело с Андрей Ляпчев, се присъединява към Демократическия сговор. От 1926 до 1931 година е министър на финансите в първото, второто и третото правителство на Ляпчев.
Владимир Моллов умира в София на 29 април 1935 година.